# Escola dos Caladores

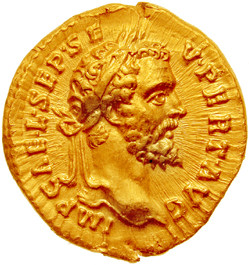
Áureo de Sétimo Severo r.

Escola dos Caladores, Escola dos Caladores Pontifícios ou ainda Escola dos Caladores Pontifícios e Flamínios (em latim: Schola Kalatorum Pontificum [et Flaminum]) é um nome conjectural atribuído pelos arqueólogos ao escritório ou base dos caladores descoberta no Fórum Romano, próximo a Régia. O edifício não pode ser identificado com nenhum dos restos remanescentes do local. Segundo estimado, possivelmente quando esteve em funcionamento, teria sido restaurado pelo imperador romano Sétimo Severo (r. 193–211).
Em 1899, detectou-se o fragmento de um arquitrave de mármore com uma inscrição parcial no interior das fundações de um muro medieval no canto sudoeste da Régia. Ele seria a segunda metade de outro arquitrave, no qual também consta uma inscrição, que fora encontrado em 1546. Juntando ambos os pedaços lê-se: em honra aos caladores pontifícios e flamínios da casa de Augusto. Em sua totalidade a inscrição possui 3,5 metros de comprimento e provavelmente esteve situada na entrada da escola.